# Levantamiento bolchevique en Moscú
El levantamiento armado en Moscú (en ruso; Октябрьское вооружённое восстание в Москве) fue un levantamiento llevado a cabo por los bolcheviques en la ciudad de Moscú, que tuvo lugar del 25 de octubre/7 de noviembre al 2noviembre/15de noviembre de 1917 durante la Revolución de Octubre. Fue en Moscú durante el levantamiento de octubre donde se desarrollaron las batallas más largas y obstinadas. Algunos historiadores consideran al levantamiento de Moscú como el comienzo de la Guerra Civil Rusa. 

## Antecedentes
Después del derrocamiento de la monarquía, en Moscú, así como en otras partes de Rusia, los sóviets, siendo formalmente organizaciones públicas, también llevaron a cabo muchas funciones de poder dual.  El 1 de marzo/14 de marzo, en Moscú se crearon el Sóviet de los Diputados de Obreros de Moscú, y el 4 de marzo/17 de marzo el Sóviet de los Diputados de Soldados de Moscú, en el que eran fuertes las simpatías por los partidos de socialistas moderados.

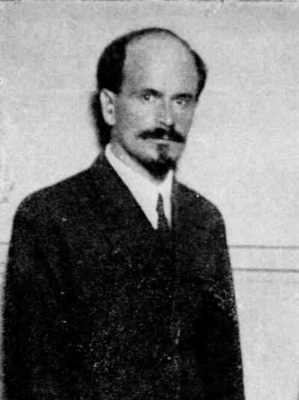
Vadim Rudnev.

El 25 de junio de 1917 se celebraron en Moscú las elecciones a la Duma de Moscú. Siete partidos participaron en las elecciones. 117 vocales recién elegidos, es decir, más de la mitad, resultaron ser miembros del Partido Social-Revolucionario. De los 200 candidatos del Partido Bolchevique (lista n.º 5), solo llegaron a la Duma de Moscú 23. En esta nueva Duma, la legislatura estaba dominada por intelectuales y, por primera vez, doce de los escaños estaban ocupados por mujeres. Vadim Rudnev, médico local, fue elegido para presidir la Duma durante su segunda reunión.
El gobierno provisional ruso planeó originalmente elecciones para los gobiernos locales (zemstvos, dumas de las ciudades y de los distritos) y para la Asamblea Constituyente el 17 de septiembre. Sin embargo, la difícil situación política interna y externa y los retrasos en la aprobación del marco regulatorio llevaron a la postergación de las elecciones.
En preparación para las elecciones, Moscú fue asignada a un distrito electoral especial. El 1 de septiembre, la Duma de la Ciudad de Moscú adoptó una resolución sobre la formación de 17 distritos en Moscú (en lugar de los 44 existentes anteriormente) y la celebración de elecciones a las dumas de distrito. Las elecciones tuvieron lugar el 24 de septiembre. La mayoría absoluta de los escaños en las dumas de distrito (359 escaños de 710) fueron ocupados por representantes del Partido Bolchevique (51,5%), el 26% por representantes del Partido Democrático Constitucional y el 14% por el Partido Social-Revolucionario. En cuanto a su estructura organizativa, las dumas distritales copiaron a la duma de la ciudad.
A fines de octubre de 1917, se formaron en Moscú y en la provincia organismos legítimos de autogobierno local como resultado de elecciones democráticas. En la segunda quincena de octubre comenzaron las elecciones a la Asamblea Constituyente en Moscú y su provincia.
En septiembre y octubre se celebraron elecciones para los sóviets de diputados obreros de Moscú y de sus distritos, que fueron ganadas por el Partido Bolchevique. Sin embargo, en Moscú, a diferencia de Petrogrado, el Sóviet de Diputados Obreros no accedió a unirse al Sóviet de Diputados Soldados, ya que este último tenía fuertes simpatías por los socialrevolucionarios.
La Duma de Moscú tomó medidas para unir a los dos sóviets. En tal situación, la dirección de los bolcheviques de Moscú tomó una posición más cautelosa que la dirección del Comité Central del POSDR (b); pocos días antes del levantamiento, se opuso a la toma armada del poder.

## Preparación del levantamiento
Antes del levantamiento, Lenin estaba seguro de que Moscú se convertiría en el comienzo de la acción de los bolcheviques para tomar el poder, así como el lugar donde se podría lograr la victoria sin resistencia. Las disposiciones del "plan" de los bolcheviques de Moscú consistían en las siguientes disposiciones principales:
1. Todas las operaciones militares se dirigen a un centro.
2. El papel de los distritos es llevar sistemáticamente sus fuerzas militares al centro.
3. No se perderá de vista que las zonas traseras serán inseguras para las regiones.
4. Las acciones son decisivas y enérgicas.
5. El menor derramamiento de sangre posible.
6. Protección de la seguridad pública.

En cuanto a la existencia del plan de levantamiento en la década de 1920, hubo una disputa en ausencia: algunos historiadores y escritores de memorias soviéticos argumentaron que existía el plan del levantamiento, y sus otros afirmaron que no había un plan claro y definido para el levantamiento. Las fuentes soviéticas posteriores ya no escribieron sobre la existencia de un plan ya hecho.

## 25 de octubre
En la noche del 24 al 25 de octubre, comenzó un levantamiento armado en Petrogrado bajo el liderazgo del Comité Central del RSDLP (b). El levantamiento tenía como objetivo derrocar al Gobierno Provisional y tomar el poder por parte de los bolcheviques para dar el poder a los sóviets.
Los bolcheviques de Moscú recibieron la noticia del levantamiento en Petrogrado al mediodía del 25 de octubre (7 de noviembre). A las 11:45, los delegados del II Congreso de los Sóviets de Toda Rusia Víktor Nogin y Vladímir Miliutin, enviaron un telegrama a Moscú sobre el levantamiento en Petrogrado.
El mismo día, se llevó a cabo una reunión de los principales centros bolcheviques (el Buró Regional de Moscú (MOB), el Comité de Moscú (MK) y el Comité del Distrito de Moscú (MOC)), en la que se creó el Centro de Combate, un órgano del partido para encabezar el levantamiento.
El centro de combate del Partido Bolchevique inició las hostilidades en la tarde del 25 de octubre, con sus patrullas ocupando la oficina de correos de la ciudad. En la mañana de ese día, Alekséi Vedernikov y Aleksándr Arosev fueron al cuartel del 56.º Regimiento de Reserva de Infantería para formar un destacamento que ocupara el centro de correos y telégrafos. Al regimiento se le confió la protección del Kremlin con un arsenal de armas, el Banco del Estado, el tesoro, los bancos de ahorro y préstamo y otras instituciones. El regimiento estaba bajo la influencia de los bolcheviques de Moscú, y además, estaba ubicado cerca de la oficina de correos de Moscú. El 1° Batallón y la 8.ª Compañía del 56.º Regimiento estaban estacionados en el Kremlin, las compañías restantes del 2.º Batallón estaban ubicadas en el área de Zamoskvorechye, y el cuartel general del regimiento de dos batallones estaba ubicado en el cuartel de Pokrovski. El comité del regimiento se negó a poner dos compañías a disposición de Vedernikov y Arosev sin una orden del cuartel general del distrito de Moscú y del consentimiento del Sóviet de Diputados de Soldados. Sin embargo, los bolcheviques del comité lograron convencer a los soldados a la acción y pronto los 11° y 13° regimientos se movilizaron para cumplir con la tarea del Centro de Combate.

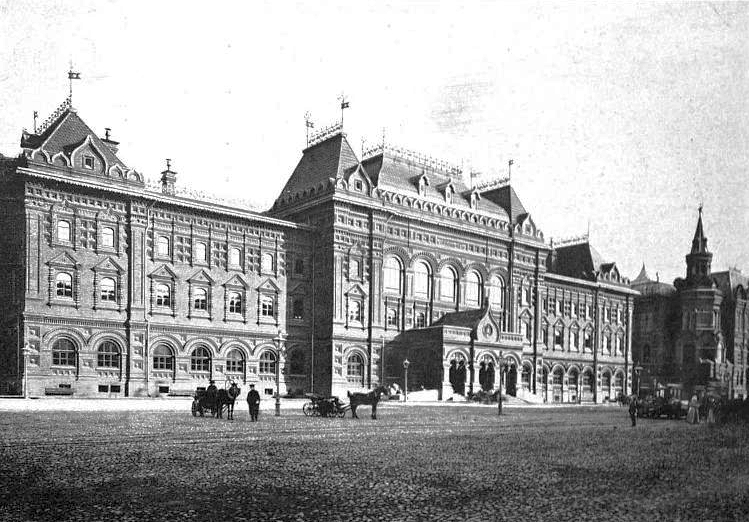
El edificio de la Duma de la ciudad de Moscú en la plaza Voskresenskaya, cerca del Kremlin.

En la noche del 25 de octubre tuvo lugar una reunión especial de la Duma de Moscú, en la que los vocales consideraron la cuestión de cómo "el gobierno de la ciudad de Moscú debería reaccionar ante la política agresiva de los Sóviets de Diputados Obreros y Soldados". La facción bolchevique también estuvo presente en la reunión. Después de un discurso del líder de la facción bolchevique, Iván Skvortsov-Stepánov, los diputados bolcheviques abandonaron la reunión de la Duma. Por decisión de las otras facciones de la Duma de la Ciudad, para proteger al Gobierno Provisional bajo el autogobierno de la ciudad, se creó el Comité de Seguridad Pública (KOB) conformado por  mencheviques, socialrevolucionarios, demócratas constitucionalistas y otros partidos, la cual estuvo encabezada por el alcalde de Moscú, el socialrevolucionario Vadim Rudnev y el comandante de las tropas del Distrito Militar de Moscú, el coronel Konstantín Ryabtsev. El comité, además de representantes del gobierno autónomo de la ciudad y del zemstvo, incluía representantes del Vikzhel, el sindicato de correos y telégrafos, que estaba dirigido por socialrevolucionarios y mencheviques, los comités ejecutivos del Consejo de Diputados de Soldados y el Consejo de Diputados Campesinos, y la sede del distrito militar. La Duma de la ciudad, encabezada por los socialrevolucionarios de derecha, se convirtió en el centro político de la resistencia a los bolcheviques. El Comité actuaba desde la posición de defensa del Gobierno Provisional, pero podía apoyarse principalmente en oficiales y junkers.
También en la noche del 25 de octubre, se llevó a cabo una reunión conjunta (pleno) de los sóviets de obreros y soldados de Moscú (que en ese momento estaban separados), en la que el centro de combate de ambos sóviets, el Comité Militar Revolucionario (VRK) fue elegido para "organizar el apoyo" al levantamiento armado en Petrogrado. 394 diputados votaron a favor, 116 (mencheviques y no miembros del partido) votaron en contra y 25 (unionistas) se abstuvieron. Sin embargo, los mencheviques y los unidos fueron incluidos en el comité, mientras que los socialrevolucionarios se negaron a participar en la votación.
El Comité Militar Revolucionario fue compuesto por 7 personas (4 bolcheviques y 3 miembros de otros partidos) bajo la presidencia del bolchevique Grigori Usiyevich. Una característica del Comité Militar Revolucionario de Moscú en contraste con el de Petrogrado fue la amplia participación de los mencheviques, que se debió en parte al hecho de que la división del POSDR en facciones bolchevique y menchevique fue menos aguda en Moscú. Los propios mencheviques explicaron su entrada en el VRK por el deseo de "mitigar las consecuencias de la loca aventura de los bolcheviques". Tanto la presencia de los mencheviques en el Comité Militar Revolucionario de Moscú como la ausencia de Lenin en la ciudad influyeron en cierta medida en la naturaleza de las acciones de este organismo, que fue menos decisiva que en Petrogrado. Al mismo tiempo, el 27 de octubre, los mencheviques y el 31 de octubre, el pueblo unido se retiró del VRK. Richard Pipes, en su obra "Los bolcheviques en la lucha por el poder", señala que los mencheviques "propusieron una serie de condiciones" que no fueron aceptadas.
Según la orden n.º 1 del Comité Militar Revolucionario, partes de la guarnición de Moscú fueron puestas en alerta y tuvieron que seguir las órdenes únicamente emitidas por el Comité Militar Revolucionario. El Comité Militar Revolucionario también emitió una orden “sobre la detención de la publicación de periódicos burgueses” ocupando imprentas por la fuerza (aunque la imprenta de Moskovsky Listok fue tomada por anarquistas por iniciativa propia). El Comité Militar Revolucionario declaró una huelga general y organizó ataques a las imprentas de periódicos burgueses.
Arkadi Rozengolts recibió instrucciones de "tomar todas las medidas para proteger al sóviet con tropas revolucionarias", y exigió el envío inmediato de 1.000 soldados con ametralladoras de un batallón ciclista, siendo esto incluso antes de la elección del VRK. El batallón de reserva de scooters (2500 personas) estaba en los cuarteles de Sokolniki y Fanagoriyski.
El Comité Militar Revolucionario contó con parte de las tropas bolcheviques (el 193° Regimiento, el 56° Regimiento de Infantería de Reserva, y el 56° Batallón Motorizado, etc.), así como destacamentos de la Guardia Roja. Del lado de los bolcheviques, los "Dvintsy", -soldados arrestados en el verano de 1917 en Dvinsk por negarse a pasar a la ofensiva-  fueron liberados el 22 de septiembre/5 de octubre por el Ayuntamiento de Moscú, por lo que también apoyaron a los bolcheviques.
Posteriormente, los bolcheviques crearon comités militares de distrito encabezados por comisarios, las unidades militares que se pusieron del lado de los bolcheviques y sus aliados fueron puestas en alerta, se eligió un comité revolucionario provisional para dirigir los regimientos y otros comités militares en oposición al comité ejecutivo. del Consejo de Diputados de Soldados de Moscú, donde la mayoría estaba en manos de opositores a los bolcheviques. Finalmente, se tomaron medidas para armar a los componentes de la Guardia Roja (de entre 10,000 a 12,000 personas). Los VRK regionales enviaron sus emisarios a fábricas y unidades militares. Un factor desfavorable para los bolcheviques fue el hecho de que en Moscú había más fuerzas significativas de junkers que eran marcadamente antibolcheviques.
Los junkers se dirigieron a Brusilov con una solicitud para que los comandara, pero él se negó, citando problemas de salud.

## 26 de octubre

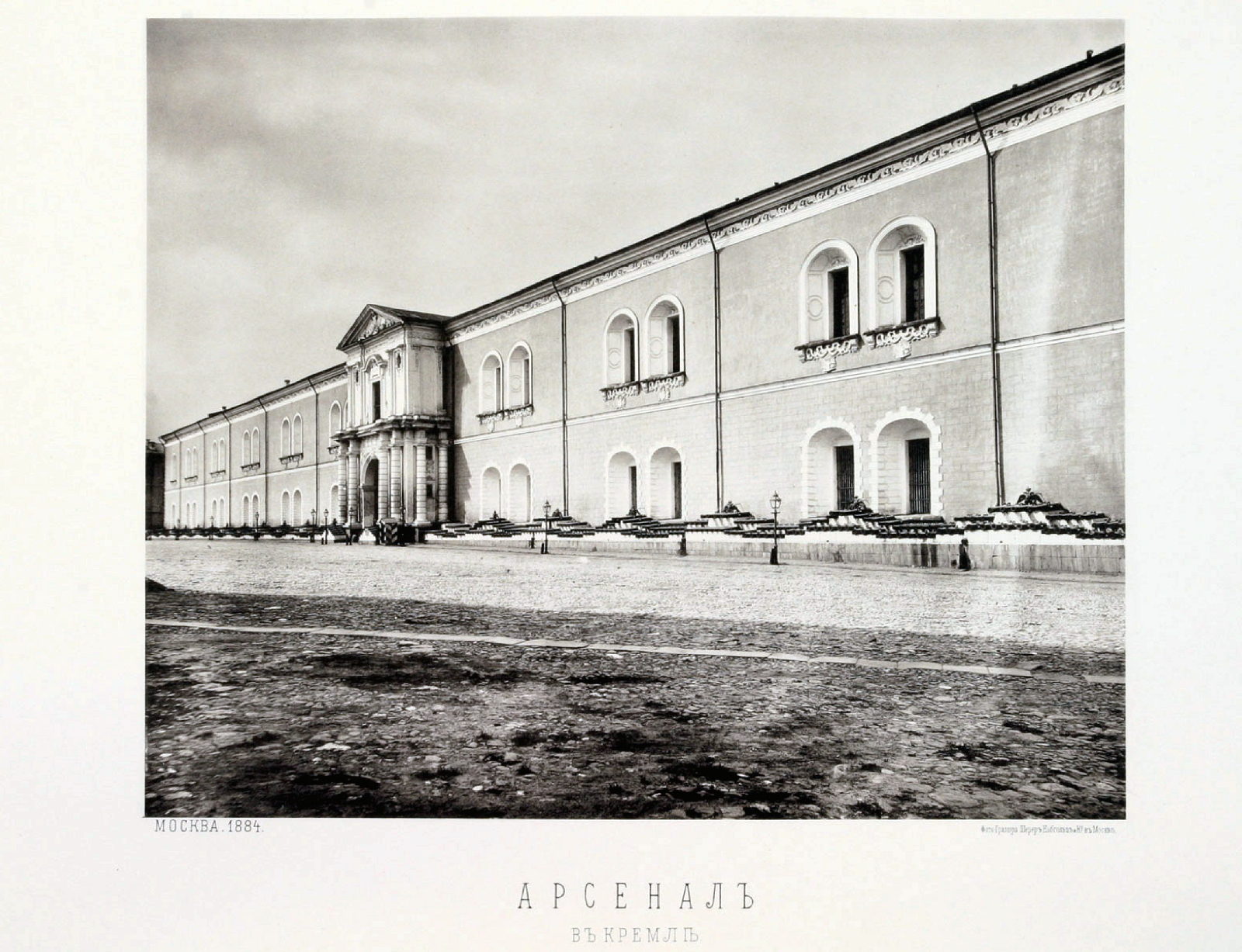
Arsenal del Kremlin de Moscú.

En la noche del 26 de octubre, el Comité Militar Revolucionario de Moscú emitió una orden para poner en alerta a todas las partes de la guarnición de Moscú. Fueron convocados al Kremlin por compañías del 193.º regimiento de reserva. El jefe del Arsenal del Kremlin, el coronel Viskovski, obedeció la demanda del Comité Militar Revolucionario de la entrega de armas a los trabajadores. Se entregaron 1,500 fusiles con cartuchos, pero no fue posible sacar las armas, ya que las salidas del Kremlin ya estaban bloqueadas por destacamentos de junkers.
El Comandante del Distrito Militar de Moscú, Konstantín Ryabtsev, se dirigió al Cuartel General con una solicitud para enviar unidades militares leales al Gobierno Provisional desde el frente a Moscú y al mismo tiempo entró en negociaciones con el Comité Militar Revolucionario de Moscú.

## 27 de octubre
El 27 de octubre, los oficiales que estaban en Moscú, listos para resistir el levantamiento bolchevique, se reunieron en el edificio de la Escuela Militar Alexander. Estaban encabezados por el jefe de personal del Distrito Militar de Moscú, el coronel K. K. Dorofeev. Las fuerzas de los simpatizantes del Gobierno Provisional, que se concentraron en la escuela, eran unas 300 personas (oficiales, junkers, estudiantes, etc.). Ocuparon los accesos a la escuela desde el mercado de Smolensk (al final de la calle Arbat), la calle Povarskaya y Malaya Nikitskaya, avanzaron desde la puerta Nikitski hasta el Boulevard Tverskói y ocuparon el lado occidental de la calle Bolshaya Nikitskaya hasta el edificio de la Universidad de Moscú y el Kremlin. El destacamento voluntario de estudiantes se autodenominó "Guardia Blanca"; siendo esta la primera vez que se usó el término. El coronel Vladímir Raf organizó la defensa del cuartel del 1° Cuerpo de Cadetes en Lefórtovo por las fuerzas de cadetes superiores. Serguéi  Prokopóvich, el único ministro del Gobierno Provisional que se encontraba prófugo, llegó a Moscú el 27 de octubre para organizar la resistencia a los bolcheviques.
El 27 de octubre/9 de noviembre a las 18:00 h, Ryabtsev y la KOB, habiendo recibido confirmación del Cuartel General sobre la expulsión de las tropas del frente e información sobre el desempeño de las tropas bajo el liderazgo de Kérenski y Krasnov en Petrogrado, declararon la ciudad bajo la ley marcial y le presentó un ultimátum a Berzin y al Comité Militar Revolucionario de Moscú, que consistía en disolver al VRK, entregar el Kremlin y desarmar a las unidades militares de mentalidad revolucionaria. Representantes del Comité Militar Revolucionario acordaron la retirada de las compañías del 193.º regimiento, pero exigieron el abandono del 56.º regimiento, acuartelado en el Kremlin.
Según otras fuentes, 193 regimientos abandonaron el Kremlin por la mañana, y el ultimátum presentado alrededor de las 19:00 con la demanda de abolir el Comité Militar Revolucionario y retirar a todas las unidades revolucionarias restantes del Kremlin fue rechazado por los representantes del VRK.
El mismo día, los junkers fueron atacados por un destacamento de soldados de Dvintsev que intentaban abrirse paso hasta el Ayuntamiento de Moscú, resultando 45 de las 150 personas muertas o heridas. Los junkers también asaltaron el Complejo Militar Revolucionario Dorogomilovski y capturaron la oficina de correos, la de  telégrafos y la central telefónica.

## 28 de octubre

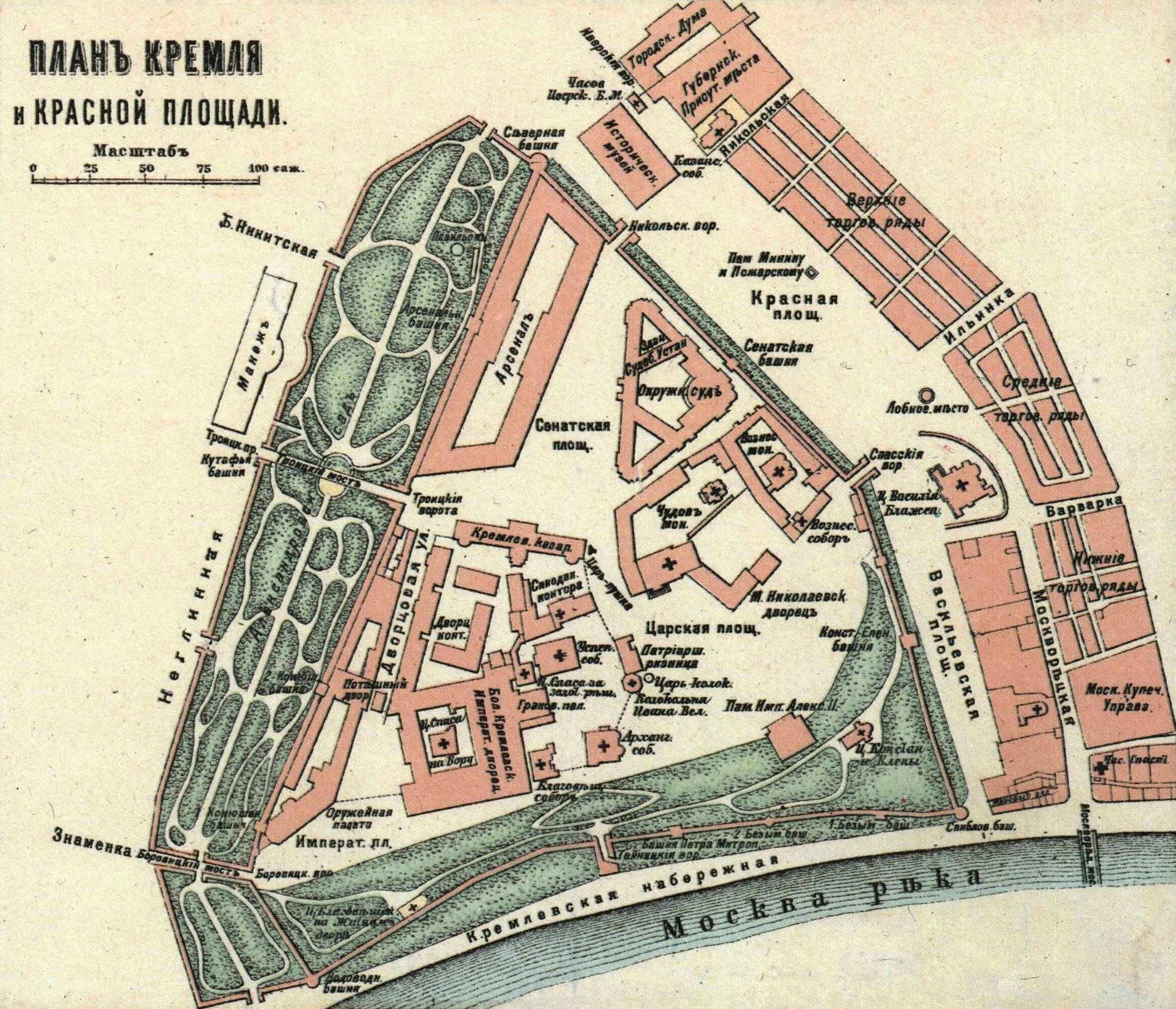
Plano del Kremlin en 1917.

Este evento es descrito por los bandos opuestos de diferentes maneras, atribuyendo la responsabilidad de las hostilidades a sus oponentes.
En la mañana del 28 de octubre, Riabtsev exigió por teléfono a Berzin (alférez, nombrado comandante del Kremlin por los bolcheviques) que se rindiera el Kremlin, diciendo que la ciudad estaba bajo su control. Sin conocer la situación real y sin conexión con el Comité Militar Revolucionario, Berzin decidió entregar el Kremlin. El comandante de la compañía blindada de la 6.ª escuela de alférez exigió que los soldados del 56.º regimiento entregaran sus armas. Los soldados comenzaron a desarmarse y dos compañías de junkers entraron en el Kremlin. Según la versión soviética oficial, basada en las historias de los soldados sobrevivientes del 56° regimiento, después de que los prisioneros entregaron sus armas y se alinearon, les dispararon con armas pequeñas y ametralladoras y los que intentaron escapar fueron bayoneteados:

"En la mañana del 28 a las 7 en punto. El camarada Berzin nos reúne y dice: “Camaradas, he recibido un ultimátum y me han dado 20 minutos para pensarlo. Toda la ciudad se pasó al lado del comandante de las tropas. Solos, aislados de la ciudad y sin saber lo que estaba pasando detrás de los muros del Kremlin, decidimos rendirnos con el camarada Berezhni. Arrastraron ametralladoras hasta el arsenal, abrieron las puertas y se dirigieron al cuartel. En menos de 30 minutos se recibió la orden de salir al patio del Kremlin y hacer fila en compañía. Sin saber nada, salimos y vemos que han venido a nosotros "invitados"; compañías de junkers, nuestros mismos vehículos blindados que no dejamos entrar por la noche, y una pistola, una pistola de tres pulgadas. Todos se alinearon frente a ellos. Nos ordenaron hacer fila frente al tribunal de distrito. Los junkers nos rodearon con las armas listas. Algunos de ellos ocuparon los cuarteles en las puertas, también se paran en las ventanas. Una ametralladora nos disparó desde la Puerta de la Trinidad. Estamos en pánico. Quién corrió dónde. Los que querían ir al cuartel eran atacados con bayonetas. Parte corrió a la escuela de alféreces, y desde allí arrojaron una bomba. Terminamos en una bolsa por todas partes. El gemido, los gritos de nuestros compañeros heridos... Después de 8 minutos, la masacre se detuvo."

Según otra versión, cuando los soldados vieron que sólo habían entrado dos compañías de junkers, intentaron apoderarse nuevamente de las armas, pero este intento fracasó, y muchos soldados resultaron muertos o heridos por disparos de ametralladoras. Según las memorias de los cadetes que participaron en la captura del Kremlin, la rendición del Kremlin fue un movimiento táctico, con la ayuda de la cual los soldados del regimiento 56 intentaron llevar a las compañías junker a una trampa, como resultado de los cuales se produjo una masacre:

"En la Plaza del Senado, todo el regimiento estaba alineado sin armas, frente al cual las armas que entregaron fueron arrojadas a montones. En el cuartel, encontré en todas las habitaciones un puñado de soldados y, para mi sorpresa, muchas armas sin entregar... De repente escuché disparos; mirando por la ventana, vi que los soldados caían, como si los hubieran derribado, y que había una especie de confusión en la plaza; en vista de esto, abandoné mi ocupación y corrí rápidamente con mi gente a la plaza, pero muchos soldados corrían hacia nosotros en las escaleras. Resulta que el plan del 56º regimiento parecía ser el siguiente: dejar entrar al Kremlin a un pequeño número de cadetes y, aparentemente, obedeciéndolos, a una señal, precipitarlos y destruirlos; Se suponía que los soldados que corrían hacia nosotros recogerían sus armas en el cuartel de arriba y atacarían a los junkers. (...) Cuando todo se calmó más o menos, fuimos a la plaza; allí yacían soldados y cadetes heridos y muertos (...) Resultó que cuando el regimiento 56 estaba alineado y los junkers estaban ocupados contando a los soldados, entonces se dispararon tiros contra los junkers desde el cuartel o el Arsenal: este era el señal para que los que quedaban en los cuarteles comenzaran a disparar con los fusiles retenidos de las habitaciones superiores a los junkers en la plaza, fue por esta arma que corrieron los soldados que encontramos en las escaleras. En respuesta a esto, los junkers abrieron fuego..."

En el informe oficial del jefe del almacén de artillería de Moscú, el general de división Kaigorodov, está escrito que los cadetes abrieron fuego con ametralladoras después de que "se escucharon varios disparos desde algún lugar". Según diversas estimaciones, entre 50 y 300 soldados murieron como resultado del tiroteo. Según I. S. Ratkovski, "seis cadetes y unos doscientos soldados resultaron muertos y heridos".
Después de la captura del Kremlin por los junkers, la posición del Comité Militar Revolucionario se volvió extremadamente difícil, pues estaba aislado de los Guardias Rojos en las afueras de la ciudad, ya que la comunicación telefónica con ellos era imposible, debido a que la central telefónica estaba ocupada por los junkers. Además, los partidarios de KOB obtuvieron acceso a las armas almacenadas en el Arsenal Central del Kremlin.
A la convocatoria del MK RSDLP (b), el Comité Militar Revolucionario y los sindicatos, se inició una huelga política general en la ciudad. La reunión de guarnición de los comités de regimiento, compañía, comando y brigada que se reunió en el Museo Politécnico invitó a todas las unidades militares a apoyar al Comité Militar Revolucionario, al mismo tiempo decidió disolver la convocatoria del Sóviet de Diputados de Soldados (donde había muchos diputados socialrevolucionarios) y celebrar nuevas elecciones, como resultado de lo cual se creó un cuerpo de combate para los contactos con el Comité Militar Revolucionario, llamado "Consejo de los Diez". A fines del 28 de octubre, las fuerzas revolucionarias bloquearon el centro de la ciudad.
Del 28 al 31 de octubre, los soldados del 193.º Regimiento de Infantería tomaron parte en la toma de la estación de tren de Briansk, los almacenes de provisiones en las batallas en las posiciones de Ostozhen y asaltaron la sede del Distrito Militar de Moscú (calle Prechistenka, 7). Durante el asalto, el comandante de la compañía, el alférez A. Pomerantsev, resultó gravemente herido.

## 29 de octubre
El 29 de octubre/11 de noviembre, ambos bandos opuestos cavaron trincheras y barricadas en las calles de la ciudad, y comenzó una lucha tenaz por el centro de Moscú. Se produjeron feroces batallas por los puentes de Krymski y Kámenny, así como en Ostozhenka, Prechistenka y otras calles. Los trabajadores armados (la Guardia Roja), los soldados de varias unidades de infantería, así como la artillería (que las fuerzas antibolcheviques casi no tenían) participaron en las batallas del lado del Comité Militar Revolucionario.
En la mañana del 29 de octubre, las fuerzas bolcheviques lanzaron una ofensiva en las direcciones principales: un destacamento bajo el mando del socialrevolucionario de izquierda Yuri Sablin, se apoderaron del edificio del gobierno de la ciudad en el bulevar Tverskói, la calle Tverskaya y parte de Ojotny Ryad, que era la casa del gobernador en la calle Leontievski, mientras que fueron recapturados, la plaza Krymskaya, el depósito de pólvora Simonovsky, las estaciones Kursk-Nizhni Nóvgorod y Aleksandrovski, la oficina de correos y el telégrafo principal.
|  |  |

A las 18:00 horas, la plaza Taganskaya fue ocupada por los bolcheviques, y tres de los cinco cuerpos de la Escuela Militar Alekséyevski también fueron capturados.
A las 21:00 horas, las tropas revolucionarias ocuparon la Central Telefónica y comenzaron a bombardear el Hotel Metrópol. La artillería comenzó a bombardear las áreas ocupadas por las fuerzas antibolcheviques, incluido el Kremlin. El 7.º Batallón de Artillería Pesada disparó contra el Kremlin desde la Colina de los Gorriones. En la colina Shviva (ahora Vshivaya), donde ahora se encuentra el edificio de Kotelnicheskaya Naberezhnaya, se instalaron dos cañones de 48 líneas que dispararon contra el Pequeño Palacio Nikoláyevski y la Torre Spásskaya del Kremlin. Se colocaron baterías en posiciones posiciones ubicadas en la represa Babiyegorodskaya, entre los puentes de Krymski y Bolshói Kámenny, cuya tarea consistía en disparar contra la muralla del Kremlin que estaba frente el Manezh y abrir una brecha en la Puerta de la Trinidad. Los cañones del Comité Militar Revolucionario también fueron llevados a las Puertas Nikolski. El periódico Novaya Zhizn, editado por Maksim Gorki, da la siguiente descripción de los hechos:

Los cañones retumban, disparan contra el Kremlin desde algún lugar de la Colina de los Gorriones. Un hombre que parece un militar disfrazado dice despectivamente:
"¡Están tirando metralla , idiotas!" Esto es una suerte, de lo contrario, habrían desplegado todo el Kremlin.
Les cuenta a los oyentes atentos durante mucho tiempo sobre los casos en los que es necesario destruir a las personas con metralla y cuando es necesario "actuar con voladuras ".
- ¡Y ellos, tontos, tiran metralla a un gran espacio! Es inútil y estúpido...
Alguien pregunta inseguro:
- ¿Tal vez disparan así a propósito para asustar, pero no para matar?
- ¿Porqué es eso?
— ¿Fuera de la humanidad?
"Bueno, qué clase de humanidad tenemos", objeta con calma el experto en técnicas de asesinato ...
... Balas de metralla redondas y desagradables golpean el hierro de los techos, caen sobre las piedras del pavimento: el público se apresura a recogerlas "como un recuerdo" y se arrastra por el barro.
En algunas casas cerca del Kremlin, las paredes de las casas fueron perforadas por proyectiles, y probablemente decenas de personas inocentes murieron en estas casas. Los proyectiles volaron tan sin sentido como todo el proceso de seis días de matanza sangrienta y la derrota de Moscú fue sin sentido.

El 29 de octubre, se concluyó una tregua, y ambos bandos esperaban el acercamiento a Moscú de unidades leales a ellos. La tregua también se vio facilitada por las acciones del "Vikzhel", que exigía la creación de un " gobierno socialista homogéneo ", amenazando en caso de violación de la tregua por una de las partes con dejar entrar a Moscú a las tropas del otro bando. Tanto el Comité de Seguridad Pública como la VRK acordaron iniciar las negociaciones. Se llegó a un acuerdo de armisticio desde las 12:00 del mediodía del día 29 hasta las 12:00 del mediodía del 30 de octubre en los siguientes términos:
- Desarme completo de las Guardias Roja y Blanca;
- Devolución de las armas;
- Disolución tanto del Comité Militar Revolucionario como del Comité de Seguridad Pública;
- Entrega de los perpetradores ante la justicia;
- Establecimiento de una zona neutral;
- Subordinación de toda la guarnición al comandante del distrito;
- Organización de un cuerpo democrático común.

Según otras fuentes, el motivo de las concesiones del Comité Militar Revolucionario que acordó una tregua fue la declaración de ultimátum de "Vikzhel" de que si las hostilidades no cesaban, convocaría una huelga general de los trabajadores ferroviarios, lo que privaría al VRK de probables refuerzos.

Sin embargo, estas condiciones no se cumplieron y la tregua se rompió.El 29 de octubre, se concluyó una tregua, y ambos bandos esperaban el acercamiento a Moscú de unidades leales a ellos. La tregua también se vio facilitada por las acciones del "Vikzhel", que exigía la creación de un "gobierno socialista homogéneo", amenazando en caso de violación de la tregua por una de las partes con dejar entrar a Moscú a las tropas del otro bando. Tanto el Comité de Seguridad Pública como el VRK acordaron iniciar negociaciones. Se llegó a un acuerdo de armisticio desde las 12:00 del mediodía del día 29 hasta las 12:00 del mediodía del 30 de octubre en los siguientes términos:
- Desarme completo de las Guardias Roja y Blanca;
- Devolución de las armas;
- Disolución tanto del Comité Militar Revolucionario como del Comité de Seguridad Pública;
- Entrega de los perpetradores ante la justicia;
- Establecimiento de una zona neutral;
- Subordinación de toda la guarnición al comandante del distrito;
- Organización de un cuerpo democrático común.

Según otras fuentes, el motivo de las concesiones del Comité Militar Revolucionario que acordó una tregua fue la declaración de ultimátum de "Vikzhel" de que si las hostilidades no cesaban, convocaría una huelga general de los trabajadores ferroviarios, lo que privaría al VRK de posibles refuerzos.
Sin embargo, estas condiciones no se cumplieron y la tregua se rompió.

## 30 de octubre
El 30 de octubre, las fuerzas antibolcheviques del 2.º Cuerpo de Cadetes se rindieron a las fuerzas del Comité Militar Revolucionario, el 31 lo hizo el 1.º Cuerpo de Cadetes, y en la noche del 1 de noviembre, el 3.º Cuerpo de Cadetes de Moscú y la Escuela Militar Alekseyevski en Lefortovo capituló. El cuerpo de cadetes no participó en las batallas; sus compañías superiores custodiaban los edificios del cuerpo, pero los cadetes adolescentes no participaban activamente en las batallas.

## 31 de octubre

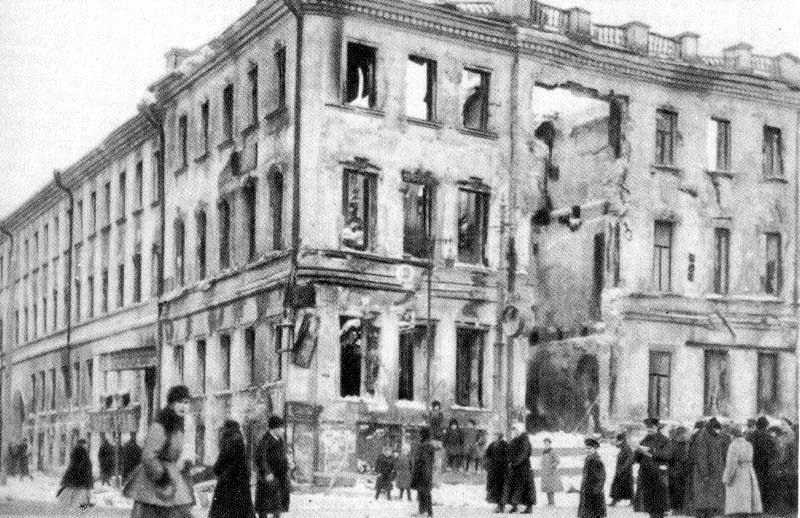
Casa destruida por la artillería en la plaza Nikitskiye Vorota.

El 31 de octubre, representantes del Sóviet de Diputados Campesinos hicieron una propuesta de tregua. El mismo día, el 7.º Batallón de Choque de 150 personas llegó desde Briansk para ayudar a las fuerzas antibolcheviques, y 500 marineros de Petrogrado llegaron para apoyar a los bolcheviques.
El 31 de octubre, el Comité Militar Revolucionario exigió la rendición incondicional del edificio de la Duma de la Ciudad al Comité de Seguridad Pública bajo la amenaza de bombardeos de artillería.

## 1 de noviembre
Los bombardeos de artillería comenzaron el 1 de noviembre y los cadetes, junto con miembros del Comité de Seguridad Pública, se vieron obligados a trasladarse al Kremlin y al edificio del Museo Histórico.

## 2 de noviembre

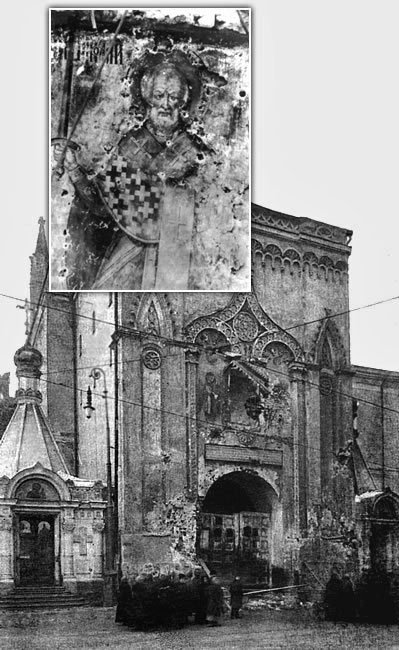
Puerta Nikolski con la imagen dañada de San Nicolás sobre la puerta.

El 2 de noviembre se intensificó el bombardeo de artillería del Kremlin por parte de los bolcheviques y el Museo Histórico fue ocupado por ellos. Varios edificios del Kremlin resultaron gravemente dañados por los bombardeos. El empresario moscovita N.P. Okunev, que vio la destrucción en el Kremlin el 4 de noviembre, escribió en su diario:

"¡Piensa en lo que un campesino ruso puede alcanzar con su mente! Aunque, al destruir los santuarios de las personas, los destruye de todos modos para destruir a alguien allí, para privarlos de la vida, y en absoluto para destruir algo sagrado, que durante siglos estuvo protegido por sus antepasados de la invasión de tribus extranjeras y ahora destruido por su mano sacrílega".

En la noche del 2 de noviembre, los propios cadetes abandonaron el Kremlin, pues se estableció un acuerdo sobre el desarme de los cadetes y cadetes.
Más tarde, el obispo Néstor Anisimov, quien examinó personalmente el Kremlin, registró una serie de destrucción y daños en las catedrales de la Asunción, la de la Anunciación, y la de Nikolo-Gostun, así como en la Catedral de los 12 Apóstoles. El Campanario de Iván el Grande, la Sacristía Patriarcal y algunas torres del Kremlin resultaron dañadas, en particular la torre Beklemishevskaya quedó sin techo, y la torre Spasskaya se rompió ocasionando que su famoso reloj se detuviera. Sin embargo, los rumores que circulaban en Petrogrado en ese momento sobre la destrucción en Moscú eran muy exagerados; incluso se alegó que no solo el Kremlin, sino también la Catedral de San Basilio fueron supuestamente dañados por los bombardeos, y que la Catedral de la Asunción fue supuestamente incendiada durante el bombardeo del Kremlin mismo.
El 2 de noviembre de 1917, al enterarse del bombardeo del Kremlin, el Comisario del Pueblo para la Educación Anatoli Lunacharski renunció, declarando que no podía aceptar la destrucción de los valores artísticos más importantes, "miles de víctimas", la amargura de la lucha "a la malicia bestial", y a la impotencia "para detener este horror". La carta de renuncia fue publicada en el periódico menchevique Novaya Zhizn (3 de noviembre de 1917) y otros periódicos. Sin embargo, Lenin le respondió a Lunacharski: “¿Cómo se le puede dar tanta importancia a tal o cual edificio, por muy bueno que sea, cuando se trata de abrir las puertas a tal sistema social que es capaz de crear una belleza que supera inconmensurablemente todo lo que solo podía soñarse en el pasado?". Después de eso, Lunacharski corrigió un poco su posición y publicó un llamamiento en el periódico Novaya Zhizn (4 de noviembre de 1917): "Proteja la propiedad del pueblo".
El 2 de noviembre, una delegación del Comité de Seguridad Pública acudió al Comité Militar Revolucionario para negociar. El Comité Militar Revolucionario acordó liberar a todos los cadetes, oficiales y estudiantes con la condición de que entregaran sus armas. Después de eso, cesó la resistencia en Moscú. El acuerdo con los Junkers provocó un fuerte descontento entre los Guardias Rojos. En la carta colectiva de los soldados de la Guardia Roja, publicada en el diario "Socialdemócrata" n.º 200 de fecha del 4 de noviembre de 1917, decía:

“Al liberar a los junkers del arresto, el Comité Militar Revolucionario les da la oportunidad de levantarse nuevamente contra el pueblo. Exigimos que todos los junkers arrestados y otros bastardos burgueses sean entregados a un tribunal revolucionario autorizado."

Sin embargo, el 2 de noviembre, a las 17:00 horas, los opositores a los bolcheviques firmaron un acuerdo de rendición. Posteriormente, a las 21:00 horas, el Comité Militar Revolucionario ordenó un alto el fuego.
El Comité Militar Revolucionario emitió una orden: “Las tropas revolucionarias han vencido, los junkers y los guardias blancos han entregado sus armas. Se disolvió el Comité de Seguridad Pública. Todas las fuerzas de la burguesía han sido completamente derrotadas y se rindieron, habiendo aceptado nuestras demandas. Todo el poder en Moscú está ahora en manos del Comité Militar Revolucionario."

## 3 de noviembre
Sin embargo, la orden del Comité Militar Revolucionario de Moscú sobre el cese de las hostilidades del 2 de noviembre no estaba dirigida a todos los ciudadanos de Moscú, sino a las tropas revolucionarias. Ordenó a las tropas bolcheviques "detener todas las operaciones militares, pero permanecer en sus lugares hasta que los junkers y la Guardia Blanca entreguen sus armas" y" no dispersarse hasta una orden especial". Los combates continuaron durante la noche del 3 de noviembre. En algunas áreas, los junkers continuaron resistiendo el 3 de noviembre e incluso intentaron una ofensiva. En la noche del 2 de noviembre, solo unos pocos Guardias Rojos penetraron en el Kremlin. Finalmente se tomó solo en la mañana del día siguiente. El 3 de noviembre, tres miembros de la Guardia Roja murieron en las batallas por el Kremlin. Ese mismo día continuaron los combates en Moscú,y los cadetes, oficiales y estudiantes abandonaron el Kremlin y el edificio de la Escuela Aleksandr.
En todo Moscú, los junkers estaban siendo desarmados, acompañados de ejecuciones en masa.Según las memorias de Jānis Pieče, los soldados del 56° regimiento, dirigidos por el ex comandante del arsenal del Kremlin, Berzin, fueron liberados de la prisión, después de lo cual masacraron a sus carceleros.Sin embargo, muchos junkers lograron escapar, posteriormente abandonaron Moscú, trasladándose al Don, a Rostov y a Novocherkassk, donde crearon al Ejército de Voluntarios. 
El 3 de noviembre se publicó el manifiesto del Comité Militar Revolucionario de los Sóviets de Diputados Obreros y Soldados de Moscú, que proclamaba el poder de los Sóviets de Diputados Obreros y Soldados en Moscú
Durante el levantamiento, las fuerzas revolucionarias perdieron alrededor de 1,000 personas.Según otra fuente, se desconoce el número exacto de víctimas como resultado de los combates en Moscú, pero se estima que murieron varios cientos de personas.
Cerca del muro del Kremlin, 240 personas fueron enterradas (solo 57 fueron reconocidas), y unas 300 personas fueron enterradas en el Cementerio Fraternal.

## Reacción de la Iglesia Ortodoxa
El Consejo Local de la Iglesia Ortodoxa Rusa, que tuvo lugar en esos días en la Casa Diocesana de Moscú en Likhovy Lane, se dirigió a los lados opuestos: “En el nombre de Dios, el Santo Consejo de toda Rusia llama a nuestros queridos hermanos e hijos ahora abstenerse de más terribles y sangrientas batallas.” El Consejo pidió a los vencedores "no permitir actos de venganza, represalias crueles y en todo caso perdonar la vida de los vencidos". El Consejo también instó a no exponer el Kremlin a los bombardeos de artillería "en nombre de salvar los santuarios queridos por toda Rusia, cuya destrucción y profanación el pueblo ruso nunca perdonará a nadie"  . El 11 de noviembre de 1917, la Catedral emitió un llamamiento “A todos los hijos de la Iglesia”, en el que se calificaban los hechos como el inicio de una “gran contienda civil”, durante la cual durante varios días “los cañones rusos dispararon contra la mayor santuario de Rusia - el Kremlin de Moscú”. El Concilio llamó a los vencedores a "no contaminarse derramando sangre fraterna, matando a los indefensos, atormentando a los que sufren". No hubo críticas directas a los bolcheviques en el llamamiento, aunque el Consejo señaló que "para aquellos que ven la única base de su poder en la violencia de un estado sobre todo el pueblo, no hay Patria".